# Randolf von Estorff
Randolf von Estorff (* 24. April 1957 in Bad Oeynhausen) ist ein deutscher Volkswirt und Manager.

## Leben
Seine Eltern sind der Gutsbesitzer Klaus von Estorff (* 1928) und Dorothea von Bodecker (* 1934), die in Magdeburg aufwuchs und die Tochter des Georg von Bodecker und der Anneliese Siedentopf ist. Randolf selbst wuchs auf dem elterlichen Besitz Gut Barnstedt bei Lüneburg auf und hat zwei Geschwister. Sein Bruder jüngerer Christian übernahm die Betriebsleitung in Barnstedt, die Schwester Armgard war verheiratet mit dem Banker Christian von der Wense.
Randolf von Estorff studierte Volks- und Betriebswirtschaftslehre an der Friedrich-Alexander-Universität Erlangen-Nürnberg. Er promovierte 1987 zum Dr. rer. pol. am Lehrstuhl für Betriebswirtschaftslehre bei Wolfgang Männel zu einem Thema aus der Kosten- und Leistungsrechnung.
Im gleichen Jahr trat er in das Unternehmen Quelle Schickedanz AG & Co. ein. 1989 wechselte er in die Finanzdienstleistungssparte der Gruppe. Er ist Mitgründer der Quelle Bauspar AG und der KarstadtQuelle Krankenversicherung AG. 1994 wurde er in die Vorstände der drei damaligen KarstadtQuelle Versicherungsgesellschaften, der heutigen ERGO Direkt Versicherungen, berufen. Ab ihrer Gründung 2001 bis 2011 war er zudem Vorsitzender des Aufsichtsrats der Welivit AG, die sich mit der Konzeption und Finanzierung von Photovoltaikprojekten beschäftigt.
Ende März 2011 schied er aus dem Vorstand der ERGO Direkt Versicherungen aus. Seither ist er als freiberuflicher Wirtschafts- und Finanzberater tätig und engagiert sich ehrenamtlich in den Vorständen mehrerer Bürgerinitiativen. Im November 2016 wurde er zum Bürgermeister der Gemeinde Barnstedt gewählt.